# Port Bieil
Ne doit pas être confondu avec Col de Port-Bielh.
Le port Bieil (en espagnol puerto Viejo) est un col de montagne pédestre des Pyrénées s'élevant à 2 599 mètres d'altitude entre le département français des Hautes-Pyrénées, en Occitanie, et la province espagnole de Huesca, dans la communauté autonome d'Aragon, sur la frontière franco-espagnole.
Il relie la vallée d'Estaubé en Lavedan à la vallée de Bielsa en Aragon.

## Toponymie
En occitan port bieilh signifie le « vieux passage ».

## Géographie
Le port Bieil est situé entre le pic de la Canau (2 766 m) au sud-ouest et le soum de Port-Bieil (2 846 m)  au nord-est.

## Protection environnementale
Le col est situé dans le parc national des Pyrénées.
Le col fait partie d'une zone naturelle protégée, classée ZNIEFF de type 1, « cirques d’Estaubé, de Gavarnie et de Troumouse », et de type 2, « haute vallée du gave de Pau : vallées de Gèdre et Gavarnie ».

## Voies d'accès
Le col est accessible par le versant nord (versant français) au départ de Gèdre et Héas, par le barrage des Gloriettes au fond du cirque d'Estaubé, à la cabane d'Estaubé prendre le sentier vers la cascade du Pla d'Ailhet. Côté espagnol via le GR 11 depuis le refuge de la Larri.